# Bożków (gmina)
Bożków – dawna gmina wiejska istniejąca w latach 1945–1954 i 1973–1976 w woj. wrocławskim, a następnie wałbrzyskim (dzisiejsze woj. dolnośląskie). Siedzibą władz gminy był Bożków.
Gmina Bożków powstała po II wojnie światowej na terenie tzw. Ziem Odzyskanych (tzw. II okręg administracyjny – Dolny Śląsk). 28 czerwca 1946 gmina – jako jednostka administracyjna powiatu kłodzkiego – weszła w skład nowo utworzonego woj. wrocławskiego.
Według stanu z 1 lipca 1952 gmina składała się z 8 gromad: Bożków, Czerwieńczyce, Gorzuchów, Łączna, Słupiec (1967–72 miasto), Święcko, Wilcza i Wojbórz. Gmina została zniesiona 29 września 1954 wraz z reformą wprowadzającą gromady w miejsce gmin.
Jednostkę reaktywowano 1 stycznia 1973 w (utworzonym w 1954) powiecie noworudzkim w tymże województwie. 1 czerwca 1975 gmina weszła w skład nowo utworzonego woj. wałbrzyskiego.
2 lipca 1976 gmina została zniesiona, a jej obszar włączony do gmin:
- Kłodzko (obszary sołectw: Gorzuchów, Łączna, Święcko, Wilcza i Wojbórz),
- Nowa Ruda (obszary sołectw Bożków i Czerwieńczyce).